# Siedziba Corporate Profiles w Warszawie
Siedziba Corporate Profiles – biurowiec na Żoliborzu w Warszawie, powstały w 1994 w wyniku adaptacji willi z 1934. W 2010 rozbudowana została część ze szklanym pawilonem wysuniętym w głąb ogrodu. Metamorfozom tym obiekt poddany został wg projektu pracowni Bulanda Mucha Architekci.

## Nagrody i wyróżnienia
- Nagroda Złote Wiertło w kategorii: przebudowy i modernizacje, w XVI edycji konkursu Platynowe Wiertło (2012)[3]
- Nominacja w I edycji konkursu do Nagrody Architektonicznej Prezydenta m.st. Warszawy w kategorii: architektura użyteczności publicznej - obiekt komercyjny[4]